# ウィリアム・ペン

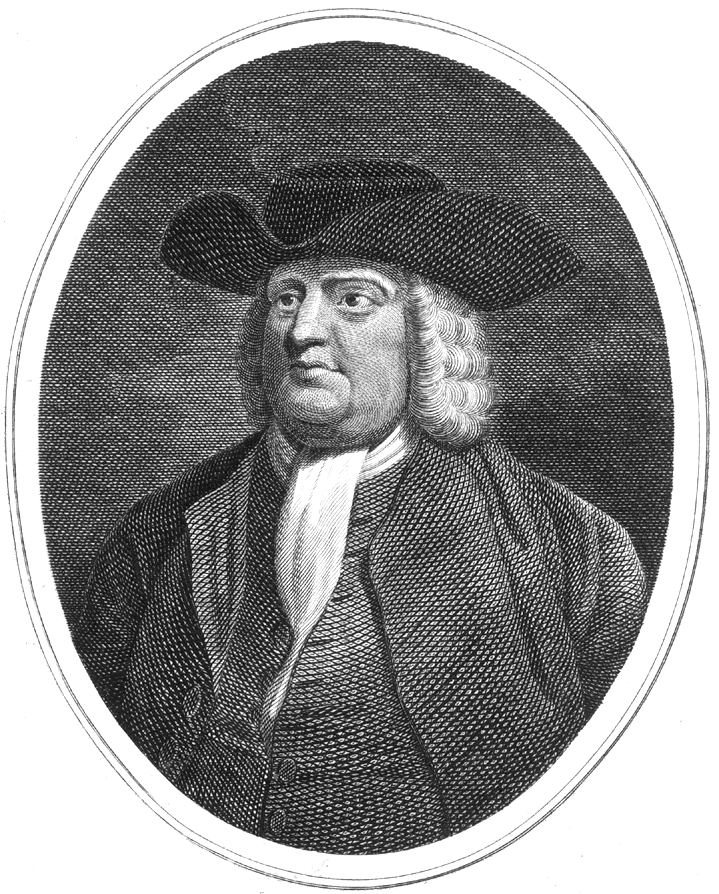
ウィリアム・ペン

ウィリアム・ペン（William Penn, 1644年10月24日 - 1718年7月30日）は、イングランド王国の政治家、宗教家、クエーカー。領主としてペンシルベニア植民地の建設者であり、フィラデルフィアに入植した。植民地建設後も、ニューイングランドの植民地群を王室直轄地とするニューイングランド王領の設置や名誉革命などの政変がある中で、植民地の維持のため、多くの時間をイングランド本国で過ごして王室や議会との折衝に務めて自治権を守り、アメリカ独立までペン家の領主植民地として存続させる礎を築いた。ペンが示した民主主義重視は、アメリカ合衆国憲法に影響を与えた。

## 生涯

### イングランドとアイルランドを往復
1644年、ロンドン塔のタワー・ヒルで同名の海軍軍人ウィリアム・ペンとマーガレット夫妻の長男として誕生。父は有力な海軍軍人で清教徒革命（イングランド内戦）では議会派として海軍に入り、内戦と第一次英蘭戦争などで王党派やオランダと戦った。少年期に宗教教育をエセックスのチグウェル校で受け、母や妹マーガレット（通称ペグ）と共に遠征で留守の父を待つ日々を送っていたが、1655年に父がイングランド共和国護国卿オリバー・クロムウェルの命令で西インド諸島へ遠征、西インド諸島は占領出来なかったが翌1656年にジャマイカを占領、帰国した直後にロンドン塔へ投獄されると環境が一変した。生活立て直しを図る父とその友人のブロッグヒル男爵（後のオーラリー伯爵）ロジャー・ボイルと一緒にアイルランド南部マンスターのコーク県にあるマクルーム城へ移住した。
アイルランドではクエーカー信者のトマス・ローに興味を持った父がマクルーム城へ招き、説教を聞いて父共々感銘を受けたが、この時はまだクエーカーにならなかった。家庭教師の下で勉強を続けながら父の領地を散歩したり乗馬する生活を送ったが、1660年の王政復古でチャールズ2世を船で迎えた父が騎士に叙爵、ロンドンの海軍本部へ勤務することになりイングランドへ帰国するとペンも帰国した。息子の立身出世を願う父の計らいでペンは父と離れ離れになりオックスフォード大学クライスト・チャーチへ入学、勉強とスポーツに明け暮れる日々を過ごし、1661年に父に呼ばれチャールズ2世の戴冠式を見物、父の同僚サミュエル・ピープスやチャールズ2世と弟のヨーク公ジェームズ（後のジェームズ2世）と出会った。
だが、大学へ戻ると宗教に疑問を感じるようになり、クエーカーの信仰に同調した宗教観の故に大学の礼拝を欠席した。それが問題となり1662年に退学させられ、立身出世を踏み外したと考え激怒した父から鞭打たれ、家からも追い出される始末だった。何とか息子を改心させようと父が考えたグランドツアーで、ペンはクロフォード伯爵ジョン・リンジーの同行者という形でヨーロッパ旅行へ出かけ、フランス・パリに滞在した。やがて一行と別れてからはソミュールへ移り勉強に励みながら信教の自由についても学び、旅行を通して親友になったサンダーランド伯爵ロバート・スペンサーと共に1664年にスイス・イタリアなどを訪れる一方、サンダーランド伯の母方の叔父で共和主義者のアルジャーノン・シドニーとも親交を結んだ。
イングランドへ帰国すると父とよりを戻し1665年2月からリンカーン法曹院へ通いながら、海軍勤務でヨーク公とも親交を深め、第二次英蘭戦争やロンドンのペスト流行など暗い出来事をよそに法律の勉強を続け、エドワード・コークの著書に触れ慣習法に習熟するようになった。しかし世間の空虚さとクエーカーがはびこり盛んに集会を開いたり家々を訪問・説教する一方、宮廷の放埓ぶりを聞いて宗教への疑問が再び呼び起こされ、心に動揺をきたした。そうしたペンの悩みを見抜いた父によりアイルランドの領地管理を任され、王政復古でマクルーム城と交換で手に入ったシャンガリーの監督を務めた。ここで居座る男との揉め事は長引いて苦労したが、ダブリンでアイルランド総督のオーモンド公ジェームズ・バトラーに仕え、旧知のオーラリー伯と弟のシャノン子爵フランシス・ボイル、オーモンド公の2人の息子・オソリー伯爵トマス・バトラーとアラン伯爵リチャード・バトラー兄弟と知り合い、シャンガリー監督の傍らで彼等と共に反乱討伐にも出向き、時折妹の結婚などでイングランドへ帰国する生活を送った。

### 信仰の目覚め

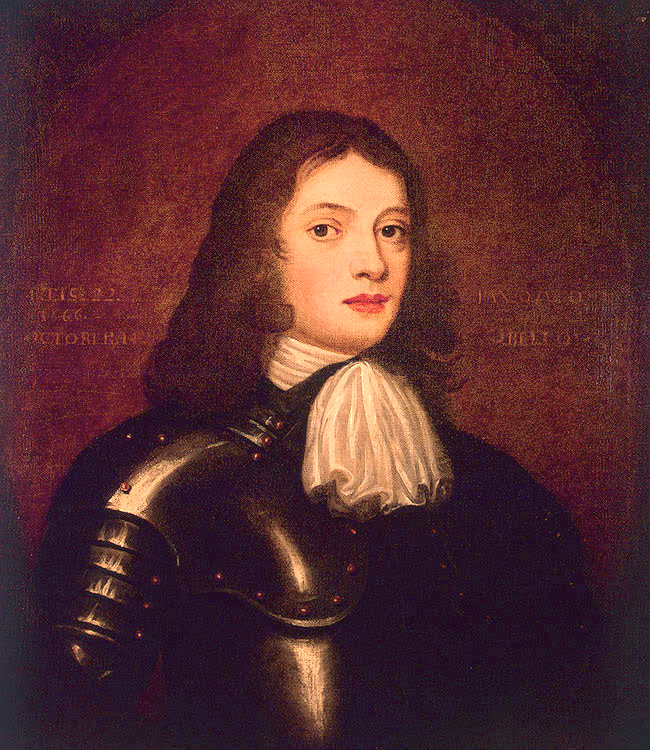
武具を身に着けた22歳のウィリアム・ペン

父は裕福なイングランド国教会信徒であったが、ペンは1667年に22歳でキリスト友会徒（クエーカー）になった。クエーカーは内なる光に従い、その光は神から直接来ると信じ、国王の権威を否定し、平和主義を掲げている。時はオリバー・クロムウェルが没して間もない騒乱の時期で、クエーカーは異端の考えと国王への忠誠を拒否したことで裁判にかけられていた（クエーカーは宣誓をしない）。
ペンの宗教観は、海軍軍役を通じてアイルランドに土地を得て、その権威と知性でチャールズ2世の宮廷で追従を得ることを望んだ父を激しく苦しめた。ペンがクエーカーになったきっかけは1667年にアイルランドでトマス・ローと再会したことにあり、彼から「世に打ち勝つ信仰と、世に打ち負かされる信仰がある」と言われ衝撃を受けたペンは入信を決意した。9月に集会に参加した所をコーク市長に逮捕、この時はオーラリー伯の配慮で釈放されたが、父からの手紙を受け取り1668年1月にイングランドへ帰国、家に戻ると宗教でまたもや出世から道を外れたと考えた父と再び対立、家を去ってから本格的にクエーカーとしての信仰に身を投じた。
それからは長老派牧師とクエーカーの論争に加わったり、10月にローの臨終に立ち会い、三位一体の教えを攻撃する小冊子（「揺れる砂上の楼閣」）を書いて12月に再度逮捕・投獄され、翌1669年7月にチャールズ2世・ヨーク公兄弟の取り成しで釈放されるまでの7ヶ月間ロンドン塔に監禁されたこともある。この間、獄中でローの遺言からタイトルを取り『十字架なければ王冠なし』を執筆、クエーカーとして生きる覚悟を固めた。また、病身の父が面会に訪れ回心を求められたが拒否している。
- 「もしあなたがよく支配するつもりであるならば、あなたは神のために支配しなければならない……。そしてそうするためには、あなたは神に支配されなければならない。神に支配されないものは暴君に支配されることになるだろう。」ウィリアム・ペン

### 迫害
釈放後は父の命令でシャンガリー監督を続けることになり、1669年9月にアイルランドへ戻り仕事に取り組んだ。しかしこの頃からクエーカーとの交流が活発になり、アイルランドへ行く途中でクエーカーの集会に参加したり、その中でクエーカーの家庭で育ったグリエルマ・マリア・スプリンゲットと情を交わし、アイルランド到着後も当地で監禁されているクエーカーの釈放をコーク市長やダブリンへ掛け合ったりしている。オーラリー伯・シャノン子爵兄弟とアラン伯ら旧友の力も借りてダブリンのクエーカーたちを釈放させ、世間の注目を集めた。またシャンガリーの経営に励みながら父やグリエルマ、クエーカーの創始者ジョージ・フォックスなどに手紙を送り、他宗派へ議論を吹っ掛けたり著述活動も続けたが、1670年5月に届いた父からの手紙を読み6月にイングランドへ帰国した。
正式にクエーカーに入信した後は数回逮捕された。既に1667年と1668年にあったが、最も有名なのは3回目の逮捕で、1670年8月にクエーカーの集会で説教してウィリアム・ミードと逮捕されて受けた9月の裁判である。ロンドン市長を含む10人が裁判官、陪審員がロンドン市民12人で構成されたこの裁判でペンは告発状と自身が犯したとされる法律の写しを見る権利を主張して弁明、起訴に法的根拠があるかどうかを疑問視し、コモン・ローやマグナ・カルタ、リンカーン法曹院で学んだエドワード・コークの著書まで引用して裁判の正当性を裁判官たちへ問い質したが、返答されなかっただけでなく、裁判長であるロンドン市長の怒りを買い退廷、監禁させられた。
市長はペンとミードが不在のまま、12人の陪審員たちへ2人を騒擾罪で有罪にするよう強い圧力をかけたにもかかわらず、陪審員は全員一致でミードは「無罪」、ペンは説教を根拠に「有罪」の評決を下した。市長はこの結果にも憤慨し陪審員たちも監禁、圧力に屈しない陪審員が同じ結論を下すということが繰り返された。やがて9月5日にうんざりした市長はペンとミードに無罪判決を下したが、法廷で脱帽しないことを口実に法廷侮辱罪で2人を罰金刑の上で再度投獄、陪審員にも法廷侮辱罪で罰金刑を言い渡した。2人は余命いくばくもないペンの父が罰金を払ったため9日に釈放されたが、陪審員は市長を相手取って不法拘禁で訴え、1671年に裁判の評決は正当で罰金支払いは不要との判決が下され勝利を飾った。こうして陪審員は裁判官の不当な支配を受けない権利を勝ち取り、陪審制が実質化したことでペンとミードの裁判はイングランド裁判史上に残っただけでなく、ペンが植民地で陪審制を取り入れる体験にもなった。
釈放から1週間後の16日に父の死を見届けたペンはクエーカーとしての生活を送った。この時期は他宗派への議論と著述といった従来の活動を継続したが、大きな出来事としては1671年5月5日にクエーカーの集会に出席して4回目の逮捕に遭遇、8月に釈放されるとグリエルマと再会して1672年4月4日に結婚、翌1673年にアメリカから帰国したフォックスの出迎えが挙げられる。クエーカーに対する迫害が厳しくなる中、ペンはクエーカーの会話やフォックスなどアメリカ帰りのクエーカーから現地体験を聞くにつれ、イングランドから離れて北アメリカに新しい自由な新天地を求める気持ちが強くなった。既に北米に移住したクエーカーもいたが、特にニューイングランドのピューリタンはクエーカーの移住に否定的で、帰国を要求し、カリブ海地域への立ち入りが禁止される者もいた。
一方、家庭では相次ぐ子供達の夭折に見舞われ、サセックスのウォーミングハーストへ移住し、そこでグリエルマと移住前に生まれた息子スプリンゲットを残し、再度ヨーロッパ旅行へ出かけていった。今度はフォックスらクエーカーたちと同行しオランダやドイツを訪問する計画で、オランダではクエーカーの集会に出席し説教にも出かけ、ドイツではチャールズ2世の従姉でクエーカーに興味を持っていたエリーザベト・フォン・デア・プファルツと歓談、充実した旅を終えて帰国した。それからはイングランドで1678年から政治活動にのめり込み、信教の自由を叶えるべくホイッグ党を支持、友人アルジャーノン・シドニーが立候補した1679年の選挙を支援したがシドニーは落選、クエーカー迫害も激しくなっていった。ペンは先行きが見えないイングランドのこうした状況に見切りをつけ、アメリカへクエーカーの理想を実現することに賭けた。

### ペンシルベニア建設

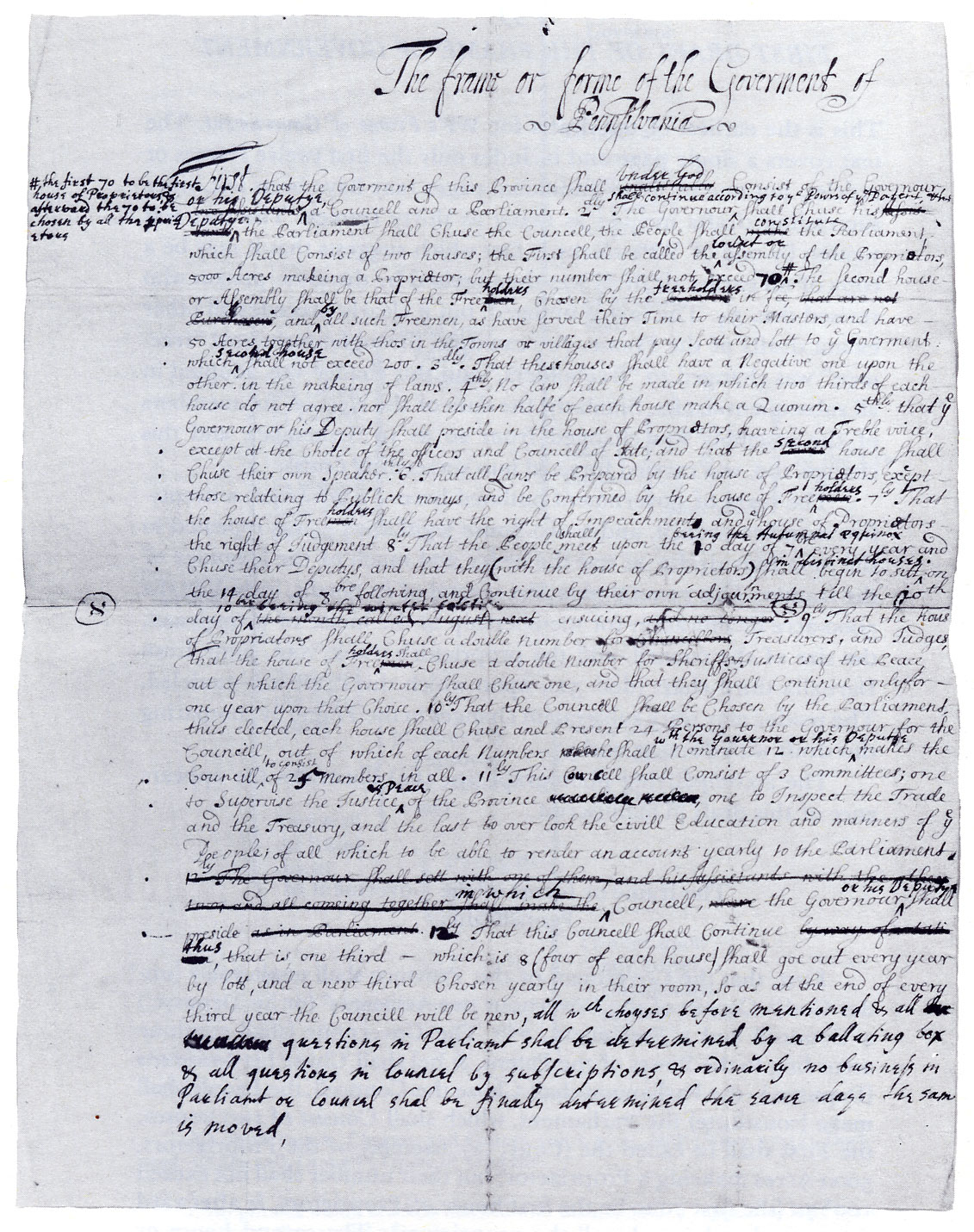
「政府の枠組み」の最初の草稿、ペンによるペンシルベニア憲法（1681年）

1677年、ペンを含む著名なクエーカーの一団は西ニュージャージー地区（現在のニュージャージー州西部）を受領する機会に恵まれた。同年、ハートフォードシャーのチョーリーウッドとリックマンスワースとバッキンガムシャーから200人の開拓者が到着し、バーリントンを建設した。ペンはこの計画に関わったもののイングランドに残り、開拓地のための自由憲章の草稿を書き上げた。自由で公平な裁判、信教の自由、不当に収監されない自由、自由選挙を保証した。
ペンは1680年6月にチャールズ2世へ手紙を書いて提出した。チャールズ2世はペンの父に借金があり、そこに狙いをつけたペンは借金の代わりにアメリカの土地を譲渡してもらうように願い出たのである。数ヶ月におよぶ会議や委員会を通し、ヨーク公やサンダーランド伯など友人の支持もあり、1681年3月4日に2900万エーカーにもなるニュージャージーの広大な西部地区と南部地区を保証することで弁済に当てたチャールズ2世の国璽付き特許状がペンに送付、晴れてこの地の領主となった。ペンはこの領地をシルバニア（Sylvania、ラテン語で「森の国」）と名付けたが、チャールズ2世は彼の父に敬意を表してこれを「ペンシルベニア（ペンの森の国）」と改めた。恐らく国王は宗教や政治上のよそ者が（クエーカーやホイッグ党のように人民の参画を望む集団）、イングランドから遠く離れた土地に自分達の土地を持って、厄介払いができたと喜んだのであろう。
すぐさまペンはペンシルベニアの基盤固めに奔走、従兄弟のウィリアム・マーカムを自分の代理としてアメリカへ送ったのを手始めに、特許状を受け取った3月から翌1682年4月までペンシルベニア憲法の草案作成に取り掛かり、シドニーら友人たちの助言を経て5月に『統治機構』（または政府の枠組み）と『基本法』を起草した。アメリカへ持ち込みペンシルベニア議会の修正で1683年4月に承認、正式にペンシルベニア憲法として公布された。憲法に土地所有者または借地人と納税者への参政権・信仰の自由・財産権保障・陪審制に基づく公平な裁判を明記、軍事に関することをあえて憲法に書かないことで非武装平和主義も目指した。
植民募集も幅広く行い、マーカムを通してアメリカ先住民から土地を購入する一方、ヨーロッパ中に様々な言語でペンシルベニアを売り込んだ結果、移民が大挙して押し寄せた。イングランドでは北部のランカシャー、中部のチェシャー、南部のウィルトシャーで土地売買を宣伝、外国ではスコットランド・ウェールズ・アイルランド・オランダにまでおよんだ。1685年3月までにクエーカーが大半を占める約600人が70万エーカーの土地を購入、半数が家族を連れてペンシルベニアへ移住した。先住民も受け入れた結果、多民族・多文化社会となったペンシルベニアは急速な人口増加を遂げ、1700年までの20年足らずで1万8000人に達した。これは約20年前から植民が始まったニューヨーク植民地が同じ人口だったことを考えると発展が速く、ペンシルベニアに経済的繁栄をもたらすことになった。
ペンシルベニア最初の郡の1つは、ペンの家族の出身地であり、そこから初期の開拓者がやってきたイングランドのバッキンガムシャーに因んでバックス郡と名付けられた。

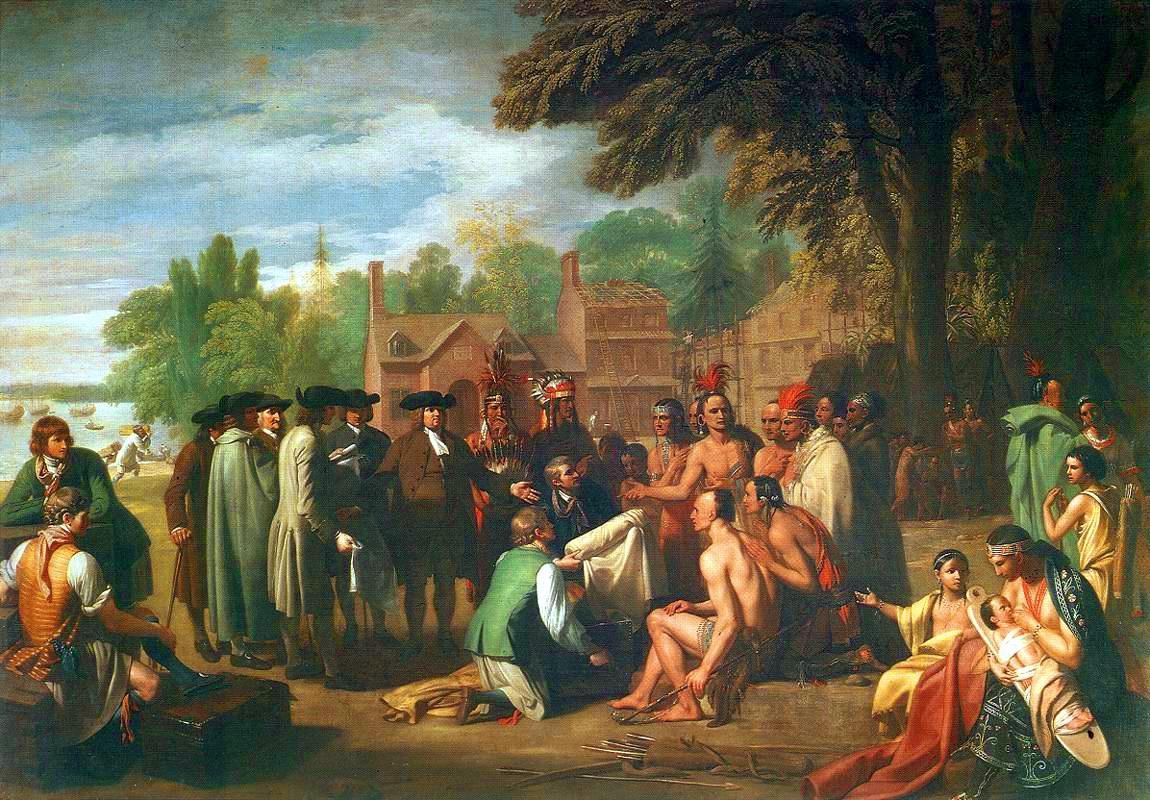
植民地仲買人ウィリアム・ペンとレナペ族の1682年の土地交渉の想像画（ベンジャミン・ウェスト画、1771年）

植民地におけるペンの権限は、公式には国王に従ってはいたが、「政府の枠組み」を通して信教の自由、公正な裁判、主権を持つ人民により選ばれた代表、三権分立（後にアメリカ合衆国憲法の基本になる考えである）と共に民主的な制度を実行した。ペンシルベニアの信教の自由（神を信じる者全てに対する完全な信教の自由）は、この地に来るイングランド・ウェールズ・ドイツ・オランダのクエーカーだけでなく、カトリックやドイツのルター派と同様にフランスのユグノーにも与えられた。
ペンはペンシルベニアが自分と家族にとって利益を上げられる事業となることを望んでいた。ペンシルベニアが急激に成長し多様化した割にはペンや家族が潤うことはなかった。実際、後にペンはイングランドで借金のために収監され、1718年の死亡時には無一文であった。

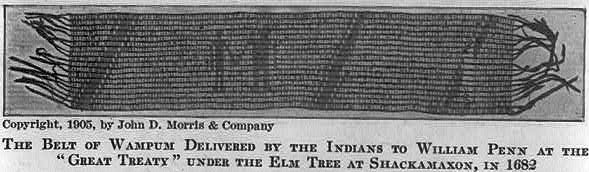
1682年に「大協定」でペンに贈られた貝殻玉のベルト

1682年8月に家族と別れイングランドから船で出航、10月にニューキャッスル（現在のデラウェア州）に到着、アメリカに初上陸した。以後1684年まで2年間ペンはペンシルベニアで過ごし、「兄弟愛」を意味するフィラデルフィアの建設計画が完成し、ペンの政策面での案が実行に移されると、各地を巡視に出かけた。1683年6月23日、インディアンのレニ・レナペ族（別名デラウェア族）とフィラデルフィアのシャッカマクソンにある大きなニレの木の下で条約を締結し、土地への支払いは公正に行うことを確約した。ペンは通訳を用いずに交渉するために、インディアンの数種類の方言さえ学んだ。ペンはヨーロッパ人がインディアンに不法行為をした場合には、双方から同数の人が出て公平な審理を行うという法令を導入した。この方法は成功し、後の植民者はペンたち最初の植民者のように公平にインディアンを扱わなかったものの、インディアンと植民者は他のイングランド植民地より長くペンシルベニアで共存した。

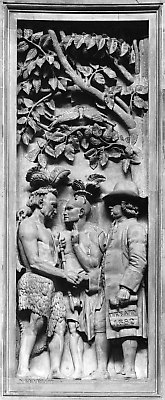
インディアンとのペンの協定、合衆国議会議事堂

ペンはシャカマクソン（フィラデルフィアのケンジントン近く）のインディアンとも楡の木の下で協定を結んだ。ペンは征服より事業を通じて植民地の土地を得ることを選択した。協定に基づき適正と思う金額1,200ポンドをインディアンに支払った。しかし、そもそもインディアンは「土地をお金で売る」という行為を理解していたかどうか疑わしい。貨幣経済の未発達なインディアン民族を貨幣経済の中に強引に引き込む「土地の権利を金銭と交換する」という発想は、後々までインディアンとの軋轢を生み続け、やがては「強制移住」と引き換えにした「年金支給」というシステムを伴う「インディアン移住法」となり、インディアン部族を骨抜きにしていく。
ヴォルテールはこの「大協定」を「この人達（インディアンとヨーロッパ人）の間で唯一口約束でもなく破られもしなかった協定」と賞賛した。「大協定」は多くの人からペンにまつわる作り話だと考えられているが、この物語は長らく影響力を持ち続けた。この出来事は象徴的な地位を占め、合衆国議会議事堂のフリーズに掲げられている。

### 植民地経営の苦難
ペンシルベニア経営は順調に進んだように見えたが、まもなく危機に遭遇した。本国イングランドでは1683年にシドニーがライハウス陰謀事件の犯人として処刑、ペンシルベニアでも隣のメリーランド植民地との境界紛争がメリーランド側のニューキャッスル近辺の不法占拠にエスカレート、総督のボルチモア男爵チャールズ・カルバートが紛争について報告するためイングランドへ向かったと知るやペンも後を追うようにイングランドへ帰国、1684年10月に到着した。家族と再会を喜んだのも束の間で、翌1685年にチャールズ2世が死去、ヨーク公がジェームズ2世に即位、ペンはジェームズ2世と知己のため、カトリック教徒の彼の下でイングランドにおける信教の自由を期待して国王に接近した。
ジェームズ2世の調停で境界紛争が一段落すると、クエーカーら宗教迫害を受けた人々の恩赦の獲得に尽力、1686年にジェームズ2世がクエーカーらを釈放した大赦令発布にペンの影響があったという。同年にオランダ・ドイツを宣教のため訪れ、信教の自由実現のためジェームズ2世の寛容政策を支持、1687年の信仰自由宣言発布に感謝するまでになった。一方、ジェームズ2世の強硬な姿勢には懸念を示し、議会選挙に影響力を持つ地方の統監・治安判事を交代させたことや、信仰自由宣言に抗議した7人の主教を投獄したことに失望している。
ところが、1688年に名誉革命が起こりジェームズ2世がフランスへ亡命、ウィリアム3世・メアリー2世が即位するとペンの立場は悪化した。1689年2月から1691年1月にかけてジェームズ2世との交友を理由に3度逮捕・投獄される羽目に陥ったのである。加えて、1693年3月にペンシルベニアの領有権も取り上げられて国王直轄地へと変えられ、アイルランドのシャンガリーも没収され苦境に立たされた。宮廷に残っていた友人たちの尽力で1694年8月にペンシルベニア領有権は返還されたが、条件としてペンシルベニアの軍事力保持を突き付けられた。現地のクエーカーが答えを曖昧にして問題先送りにする中で、グリエルマが1694年2月に死去、1696年3月にクエーカーのハンナ・キャローヒルと再婚した後に長男スプリンゲットに先立たれる不幸に遭っている。そうした中で著述活動に向けて1693年に『ヨーロッパの現在と未来の平和に向けて』と『孤独の果実』を出版している。
次男ウィリアムの結婚とイングランド残留などの処理を済ませた後、ペンは1699年9月にアメリカを15年ぶりにもう一度訪れた。12月に到着したペンシルベニアは発展を遂げ、ペンは行く先々で役人や住民から歓迎を受け、1700年の春にバックス郡のフォールズにあるペンズベリー・マナーで暮らした。フィラデルフィアはこの間、アメリカの全イングランド植民地を連邦化する計画を推し進めた。奴隷制と闘ったとも言われるが、自分が奴隷を所有し取引しているので、そのようなことはなかったようである。しかし、奴隷の処遇を向上させ、他にペンシルベニアのクエーカーが初期の奴隷制反対運動に加わった。
1700年1月に家族の中の唯一の「アメリカ人」として、ハンナとの間に三男ジョンが誕生、先立つ1699年11月、イングランドに残った次男のウィリアム夫妻にも孫娘グリエルマ・マリアが誕生した。ペンとハンナとの間には他にもトマス、ハンナ、マーガレット、デニス、リチャードなど多くの子が産まれた。息子夫婦にもスプリンゲット、ウィリアムが誕生している。
ペンはフィラデルフィアに定住したいと願ったが、金銭問題と再びペンシルベニアを含むアメリカの植民地が直轄領にされるという問題がイングランドで持ち上がったため、1701年11月に帰国を余儀なくされた。出発直前にペンシルベニア住民が将来における自分たちの権利を守るため、憲法の改定をペンに要求、9月に新憲法である特権憲章(Charter of Privileges)を作成し大幅な自治権を与えた。イングランドでは植民地を直轄領にする法案の成立阻止に何とか成功したが、ウィリアムの不品行やペンシルベニアから伝えられる住民と代理総督の不和に悩まされた。
1708年、ペンに災難が降りかかった。ブリストルでペンの代理人を務め投資顧問であったフィリップ・フォードの遺族から債務不履行で訴えられ、裁判にかけられたのである。ペンシルベニアを失いかける危機に立たされた次の3年間は、主としてフォード家との法廷闘争に明け暮れ、一件落着したのも束の間で1712年に中風の発作に倒れ、以後は話すことも自分の面倒を見ることもできなくなった。
6年間闘病生活を送った後、1718年に73歳で亡くなり、イングランド・バッキンガムシャーのチャルフォントのジョーダンズ村クエーカー集会所の墓地で、最初の妻グリエルマの隣に葬られた。家族はアメリカ独立戦争までペンシルベニアの所有権を持ち続けた。
有名な自由の鐘は、もともと1751年に特権憲章成立50周年を記念して製造されたものである。

## 子女
1672年にグリエルマ・マリア・スプリンゲットと結婚、7人の子を儲けた。
- グリエルマ・マリア（1671年/1672年 - 1685年以前）
- マリア・マーガレット（1673年/1674年） - 夭折
- スプリンゲット（英語版）（1674年 - 1696年）
- レティシア（1678年 - 1746年） - ウィリアム・オーブリーと結婚
- ウィリアム（英語版）（1681年 - 1720年）
- 子（1682年） - 夭折
- グリエルマ・マリア（1685年 - 1689年）

グリエルマの死後1696年にハンナ・キャローヒルと再婚、9人の子を儲けた。
- 娘（1697年） - 夭折
- ジョン（英語版）（1700年 - 1746年）
- トマス（英語版）（1702年 - 1775年）
- ハンナ（1703年 - 1706年）
- マーガレット（1704年/1705年 - 1750年） - トーマス・フレームと結婚
- デニス（1705年/1706年 - 1721年/1722年）
- リチャード（英語版）（1706年 - 1771年）
- ルイス（1707年 - 1724年）
- ハンナ（1708年 - 1709年）

## 追叙

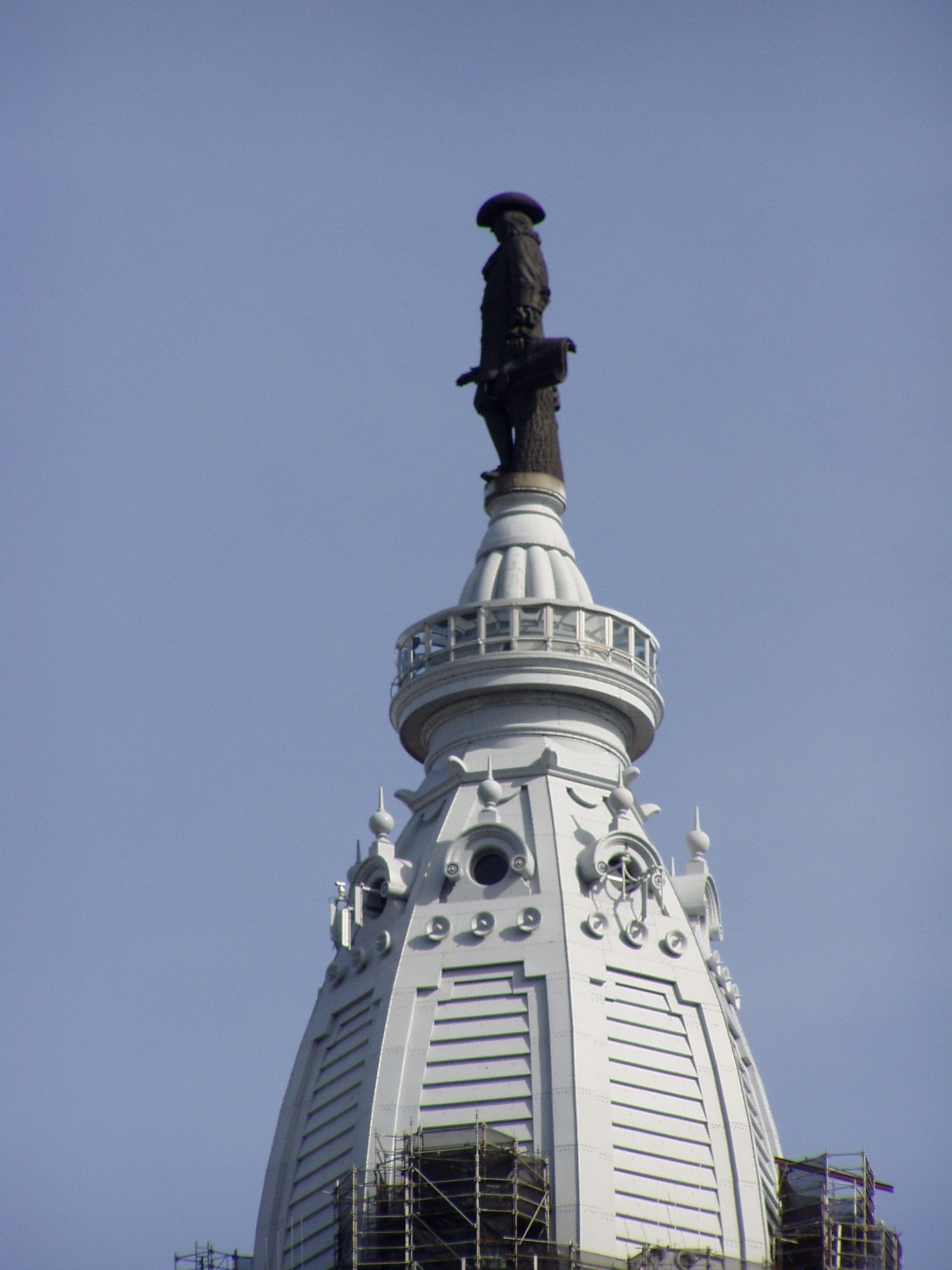
市庁舎屋上のウィリアム・ペンの銅像

1984年11月28日、ロナルド・レーガンは大統領布告第5284号により、ウィリアム・ペンと2番目の妻ハンナ・キャローヒル・ペンをそれぞれアメリカ合衆国名誉市民にすると発表した。
巷間に伝えられている話に、ある時ジョージ・フォックスとペンが会ったという話がある。ここでペンが剣を身に付けることに（ペンの身分では当たり前だった）懸念を示し、どうしたらクエーカーの信仰と両立できるかを尋ねた。フォックスは応えて「できる限り着ければ良い」と言った。後日談があり、ペンはフォックスと再会したが、この時は剣を身に着けていなかった。その時ペンは言った。「仰せに従ってできる限り着用しましたよ」
フィラデルフィア市庁舎（シティ・ホール）の屋上に、アレクサンダー・ミルン・コールダーが建てたペンの銅像がある。一時「ウィリアム・ペンの銅像より高くに建造物を造ってはいけない」という紳士協定があった。初めて高く作られたのは、1980年代後半になってからである。この銅像は「ビリー・ペンの呪い」と言われている（「ビリー」は「ウィリアム」の短縮形）。銅像はペンが上陸した方向を向いているという。

## "No pain no palm"
ペンはクエーカーとして以下のような言葉を残している。
No pain no palm,
No thorn no throne,
No gall no glory,
No cross no crown.
痛みなくして、聖枝の勝利なく
荊なくして王座なく、
苦難なくして栄光なく、
十字架なくして王冠なし。